# Albert Schweitzer
Albert Schweitzer (ur. 14 stycznia 1875 w Kaysersbergu, zm. 4 września 1965 w Lambaréné) – francusko-niemiecki (alzacki) teolog i duchowny luterański, filozof, organista, muzykolog, lekarz. 
W 1952 otrzymał Pokojową Nagrodę Nobla za założenie szpitala w Lambaréné w Gabonie.

## Życiorys
Był synem alzackiego pastora. Odebrał staranne wykształcenie – studiował teologię i filozofię na Uniwersytecie w Strasburgu i na Sorbonie, a także grę na organach u Charles’a-Marie Widora. Po uzyskaniu doktoratu z filozofii i habilitacji z teologii zdecydował się na rozpoczęcie studiów medycznych, po ukończeniu których wyrzekł się kariery naukowej i muzycznej, by jako lekarz nieść pomoc Afrykańczykom w założonym w 1913 przez siebie i żonę, Helenę Breslau, szpitalu w Lambaréné (obecnie Gabon).
W latach 1917–1918 jako obywatel niemiecki został internowany we Francji. W 1924 powrócił do Lambaréné i przystąpił do rozbudowy szpitala (m.in. o leprozorium). Odbywał sporadyczne podróże do Europy i USA, dając koncerty, nagrywając płyty i wygłaszając odczyty w celu zdobywania funduszy na utrzymanie szpitala.
Jest jednym z najważniejszych badaczy życia i twórczości Jana Sebastiana Bacha. Fundamentalne dzieło Schweitzera, monografia Jan Sebastian Bach z 1908, przez cały wiek XX była (głównie w bloku wschodnim) punktem wyjścia dla kolejnych opracowań i interpretacji dorobku niemieckiego kompozytora.
W 1951 otrzymał Nagrodę Pokojową Księgarzy Niemieckich, a w 1952 – Pokojową Nagrodę Nobla.

## Poglądy
Jego ideą etyczną (którą starał się praktycznie realizować) było poszanowanie życia, zawarte w twierdzeniu: „Jestem życiem, które pragnie żyć, pośród życia, które pragnie żyć”, konsekwencją tego programu etycznego jest obowiązek ratowania życia i łagodzenia cierpienia. Głosił, że cześć dla życia wymaga od człowieka szacunku, nie tylko wobec ludzi, ale także wobec zwierząt, a nawet roślin, zakazując ich bezmyślnego niszczenia.
Schweitzer reprezentował pogląd, że najwcześniejsze pisma chrześcijańskie, jak autentyczne listy Pawłowe (1. List do Koryntian i 1. List do Tesaloniczan) oraz pierwsze Ewangelie (Marka i Mateusza) wyraźnie wskazują, iż Jezus wierzył, że Syn Człowieczy nadejdzie wkrótce, ówczesne potęgi upadną i zostanie ustanowione Królestwo Boże na Ziemi. Z biegiem czasu, w późniejszych pismach, przesłanie apokaliptyczne zanikało. Opinię tę wyraził w innej swojej pracy Historia badań nad życiem Jezusa (1906), która stała się słynna pod angielskim tytułem The Quest of the Historical Jesus (1910) i jest uważana za „tekst fundacyjny” hipotezy Jezusa jako proroka apokaliptycznego. Natomiast w swojej pracy doktorskiej „Die psychiatrische Beurteilung Jesu: Darstellung und Kritik” („Psychiatryczna ocena Jezusa: przedstawienie [zagadnienia] i krytyka”, 1913) polemizował z popularnymi w tamtym czasie wśród niektórych psychiatrów i psychologów opiniami kwestionującymi zdrowie psychiczne Jezusa.
Jako zdeklarowany pacyfista po II wojnie światowej angażował się w ruch przeciwko wyścigowi zbrojeń. Do idei Schweitzera nawiązują współcześnie ruchy ekologiczne.
Na jego cześć została nazwana odkryta w 1989 roku planetoida (7698) Schweitzer.

## Niektóre prace
- Psychiatryczna ocena Jezusa: przedstawienie [zagadnienia] i krytyka (Die psychiatrische Beurteilung Jesu: Darstellung und Kritik, 1913) – praca doktorska z medycyny
- Historia badań nad życiem Jezusa (1906)
- Chrześcijaństwo i religie świata
- Kultura i etyka
- Upadek i odbudowa kultury
- Filozofia religii u Kanta
- Światopogląd myślicieli hinduskich
- Między wodą, a dżunglą
- Listy z Lambaréné
- Moje życie – autobiografia
- Jan Sebastian Bach (1908) – monografia